# Novelty

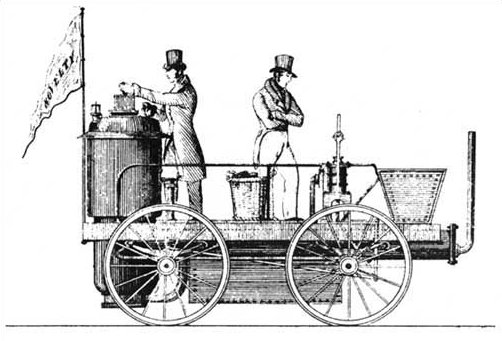
Ångloket Novelty.

Novelty var ett engelskt ånglokomotiv, tillverkat av John Ericsson år 1829.  
Novelty var det första lok som konstruerades av en svensk. Det deltog i den berömda lokomotivtävlingen i Rainhill, England. Inför öppnandet av järnvägen Liverpool - Manchester ville järnvägsbolaget se om detta med lokomotiv var något att satsa på. Alternativet var ju hästen som dragdjur eller vagnar dragna med linor av stationära ångmaskiner. Novelty besegrades denna gång, av Stephensons lok  Rocket. En maskinskada fick Ericsson att bryta tävlingen. Rundpannans plåtskarvar blev otäta. Järnvägsbolaget blev dock imponerade av Noveltys lätthet och snabbhet och köpte senare ett par liknande lok, som dock skrotades snart.
År 1980 byggdes kopior av loken Novelty, Rocket och Sans Pareil. Kopian av Novelty, som är fullt körbar, finns idag på Sveriges Järnvägsmuseum i Gävle.